# Clayton J. Lloyd International Airport
Clayton J. Lloyd International Airport (voorheen: Anguilla Wallblake Airport) is een vliegveld in The Valley op het eiland Anguilla en is het enige internationale vliegveld van het eiland. Het bevindt zich ongeveer 1,5 km ten zuiden van de hoofdstad. De luchthaven functioneert als basis voor onder andere Anguilla Air Services en Trans Anguilla Airways.

## Geschiedenis
In 1941 werd door de United States Army Corps of Engineers een landingsstrook aangelegd bij The Valley om te dienen voor noodlandingen van Amerikaanse vliegtuigen die onderweg waren van Puerto Rico naar Antigua, en werd Anguilla Wallblake Airport genoemd. In de jaren 1960 werd door Clayton J. Lloyd de luchtvaartmaatschappij Air Anguilla opgericht.
Op 4 juli 2010 kreeg het vliegveld de status van internationaal vliegveld, en werd de naam gewijzigd in Clayton J. Lloyd International Airport. Het werd gebruikt voor vluchten in het Caraïbisch gebied. In 2021 werd het vliegveld uitgebreid om trans-Atlantische vluchten te kunnen afhandelen, en in december 2021 kondigde American Airlines directe vluchten naar Miami aan.

## Luchtvaartmaatschappijen en bestemmingen

### Passagiers
De luchtvaartmaatschappijen en bestemmingen vanuit Clayton J. Lloyd International Airport zijn (juni 2024):
| Luchtvaartmaatschappij         | Bestemmingen |
| ------------------------------ | --- |
| Air Sunshine                   | Charlotte Amalie, Marigot, Philipsburg, San Juan Charter: Christiansted |
| American Eagle                 | Miami |
| Anguilla Air Services          | Basseterre, Charlotte Amalie, Philipsburg, Saint-Jean, Saint John’s Charter: Charleston, Codrington, Road Town, Roseau, Spanish Town |
| Cape Air                       | Charlotte Amalie |
| Caribbean Charter Flights      | Charter: Basseterre, Charleston, Charlotte Amalie, Philipsburg, Saint-Jean, Saint John’s, San Juan, Spanish Town |
| Coastal Air                    | Charter: Charleston, Christiansted, Oranjestad, Philipsburg, Roseau |
| Rainbow International Airlines | Charter: Basseterre, Castries, Charleston, Charlotte Amalie, Christ Church, Christiansted, Codrington, Crown Point, Fort-de-France, Gerald’s, Grand Case, Kingston, Kralendijk, Marigot, Nassau, Oranjestad, Philipsburg, Pointe-à-Pitre, Port of Spain, Providenciales, Road Town, Roseau, Saint George’s, Saint John’s, San Juan, Spanish Town, Willemstad |
| Silver Airways                 | San Juan |
| Sky High Aviation Services     | Santo Domingo |
| St Barth Commuter              | Charter: Saint-Jean |
| Tradewind Aviation             | Saint-Jean, Saint John’s Charter: San Juan |
| Trans Anguilla Airways         | Basseterre, Charleston, Oranjestad, Philipsburg, Road Town, Saint-Jean, Spanish Town Charter: Bequia, Castries, Charlestown, Christ Church, Clifton, Codrington, Crown Point, Marigot, Fort-de-France, Gerald’s, Grand Case, Mustique, Pointe-à-Pitre, Port of Spain, Roseau, Saint George’s, Saint John’s                                                   |

### Vracht
| Luchtvaartmaatschappij | Bestemmingen                                                              |
| ---------------------- | ------------------------------------------------------------------------- |
| Air Sunshine           | Charleston, Charlotte Amalie, Christiansted, Marigot, Road Town, San Juan |